# (9288) Santos-Sanz
(9288) Santos-Sanz es un asteroide perteneciente al cinturón de asteroides, región del sistema solar que se encuentra entre las órbitas de Marte y Júpiter.
Fue descubierto el 2 de marzo de 1981 por Schelte John Bus  desde el Observatorio de Siding Spring, Nueva Gales del Sur, Australia.

## Designación y nombre
Designado provisionalmente como 1981 EV46, fue nombrado por Pablo Santos-Sanz (n. 1971) quien es investigador postdoctoral en el Instituto  de Astrofísica de Andalucía de Granada. Su investigación incluye observaciones fotométricas y espectroscópicas de múltiples longitudes de onda de planetas menores y cometas utilizando telescopios terrestres y espaciales.

## Características orbitales
Santos-Sanz está situado a una distancia media del Sol de 2,180 ua, pudiendo alejarse hasta 2,608 ua y acercarse hasta 1,752 ua. Su excentricidad es 0,196 y la inclinación orbital 1,235 grados. Emplea 1175,78 días en completar una órbita alrededor del Sol.

## Características físicas
La magnitud absoluta de Santos-Sanz es 15,71. Tiene 1,985 km de diámetro y su albedo se estima en 0,310.